# Аеродром (музичка група)
Аеродром је југословенска и хрватска рок група основана 1978. године у Загребу. Група је била активна у периоду 1978 — 1987, када је снимила пет албума. Током овог периода група је била веома популарна широм бивше Југославије, па су неке њене песме препеване и у другим земљама (Шведска, Финска, Пољска, Аустрија), а у време њихове највеће популарности снимали су своје албуме у иностраним студијима, од којих су неки у Милану и Шведској. Након распада групе 1987. године, њен фронтмен Јурица Пађен наступао је соло, али и са другим бендовима, да би 2000. године поново окупио групу, тако да она данас још увек активно наступа, а у обновљеном периоду група је снимила три студијска и један концертни албум.

## Историја

### Оснивање
Бенд је 1978. године формирао Јурица Пађен пошто је напустио Парни ваљак. Он је са групом планирао да свира домаћу варијанту симфо рока. Уз њега, групу су чинили певач Златан Живковић (пре тога је био бубњар), басиста Ремо Картагине, клавијатуриста Младен Крајник (екс група Марина Шкргетића, Група 220, Дивљe јагоде) и бубњар Паоло Сфеци. Мало је недостајало да први певач групе постане тада непознати Јура Стублић, али Пађену није одговарао његов дубоки глас. Први озбиљнији наступ група је имала на BOOM фестивалу у Новом Саду децембра 1978. године и том приликом је неко из публике погодио Пађена боцом у главу. Током следеће године група је редовно свирала, а наступали су на концерту Бијелог дугмета на стадиону ЈНА у Београду.

### Од прогресивног рока до новог таласа (1979—1981)
Уз помоћ гитаристе Ведрана Божића урадили су прве демо снимке, а он је 1979. године продуцирао и њихов деби албум Кад мисли ми врлудају. Иако су у време појаве плоче панк и нови талас били доминантни, Аеродром је успео да стекне свој круг публике, највише захваљујући песмама Кад мисли ми врлудају и Крај тебе у тами, коју је касније снимила и група Азра. За ту плочу Републичка комисија за културу им је доделила специјалну похвалу.
По одласку Сфеција у Парни ваљак, нови бубњар постао је Бранко Кнежевић. Други албум Танго банго снимили су 1981. године у Милану у продукцији Пика Станчића, а као аутори се, поред Пађена, потписују Картагине и Крајник. Питке поп песме Стави праву ствар, Добро се забављај и Твоје лице омогућиле су им редовну радијску промоцију и честе концерте. По одласку Младена Крајника у војску, у групу је дошао Зоран Крас. Тада их је напустио певач, тако да је Пађен преузео главни вокал.

### Обичне љубавне пјесме(1982—1985)
Трећи ЛП Обичне љубавне пјесме снимили су у Шведској у продукцији Тини Варге, који је уједно и свирао гитару и певао пратеће вокале, а на плочи је гостовао саксофониста Уфе Андерсон који је дуго сарађивао са групом АББА. Албум им је донео до тада највећи хит у каријери, а то је била Обична љубавна пјесма. Три вечери за редом свирали су на београдском Ташмајдану, два пута у загребачком Кулушићу и клубу Моша Пијаде. После тога група је паузирала због Пађеновог одласка у војску. По повратку, он и Ведран Божић су једно време свирали рок стандарде у клубовима, а у пролеће 1984. године Пађен и Ремо су свирали на турнеји као чланови Азре. Следећи, чисто поп оријентисан албум Дукат и прибадаче снимили су као тројка, са новим бубњаром Ненадом Смољановићем. Уместо Краса, клавијатуре је свирао Рајко Дујмић који је и продуцирао плочу. На концертима је са њима требало да свира Поп Асановић, али им се прикључио клавијатуриста и диригент Алaн Бјелински. И та плоча им доноси лаке хитове Фратело, 24 сата и Дигни ме високо.

### Тројица у мраку(1986)
ЛП "Тројица у мраку" (наслов одабран по стрипу Андрије Мауровића) продуцирао је Пађен, а у групи је опет био Златан Живковић који је певао и свирао бубњеве. Као гости, на снимању учествују Лазар Ристовски (клавијатуре), Мирослав Седак Бенчић (саксофон), Анте Дропуљић (труба) и Херберт Стенцел (тромбон). Новим песмама Пађен је покушао да се врати у рок воде, али без успеха и група је 1987. године престала с радом. Крајем осамдесетих и почетком деведесетих Пађен и Картагине су са бубњаром Борисом Лајнером и другим музичарима неколико пута наступали под именом Аеродром, али без већих амбиција.

### Поново окупљање (2001—2006)
Аеродром је наставио са радом 2000. године, па су 15 година након последњег албума издали албум На трави, који је снимљен у тонском студију Greeen у Загребу. Албум је изашао 2001. године, а објавила га је дискографска кућа Кроација рекордс. На материјалу су суделовали Пађен, Живковић, Крајник и Шојат, а између бројних гостију појављују се и бивши чланови бенда Ремо Картагине и Паоло Сфеци. Албум садржи једанаест песама од којих су два хита, А до Сплита пет и Бадња ноћ који су попраћени видео спотовима.
Исте године у Пољској излази компилацијски албум Југотон посвећен рок сцени група из република бивше Југославије 1980-их, на ком се налазе обраде песама најпознатијих извођача из тог времена, међу којима је место нашла и обрада песме Обична љубавна пјесма под називом Gdy Miasto Śpi (Snem Kamiennym) у извођењу Касје Носовске и групе Југотон, састављене од еминентних пољских музичара окупљенима посебно за овај пројект.
Пађен је 2002. заједно с Рајком Дујмићем (Нови Фосили), Владом Калембером (Сребрна Крила), Аленом Исламовићем (Дивљe Јагоде, Бијело Дугме) и Славком Пинтарићем (Сребрна Крила) основао супергрупу 4 Аса, с којима је свирао неколико година, а у међувремену је издао и соло албум Жицање (2005).

### (2007—2008)
Албум Rock @ Roll (2007) група Аеродром издала је непосредно пре 30. годишњице оснивања групе. Продуценти албума су Пађен, Шојат и Драгутин Смокровић, а снимили су га Пађен, Шојат и Славко Пинтарић на бубњевима, док се као гости на албуму појављују Златан Дошлић и Здравко Табаин (Cubismo) на бубњевима у песми Сретна времена. Од оснивања, од када је група рок сцену обележила бројним хитовима и баладама, па до данас прошло је 30 година. Материјал се састоји од 12 песама, односно 11 ауторских и Fait Accompli коју су Пађен и Штулић написали заједно. Албум је сниман у студијима Код Јурице и Код Смокве, а издала га је Кроација рекордс.
Идуће године изашао је двоструки ЦД The Ultimate Collection (2008), компилацијски албум највећих хитова групе Аеродром и њеног фронтмена Јурице Пађена из доба групе Пађен бенд.

### Хитови и легендеиТактика ноја(2009—данас)
Крајем 2008. године група је снимила концертни албум Хитови и легенде у загребачком клубу Творница, а поставу су чинили Јурица Пађен (гитара), Томислав Шојат (бас гитара), Борис Лајнер (бубњеви) и Иван Хавидић (гитара). Средином 2009. у групу као стални члан на бубњеве долази Дамир Медић, па Аеродром у овој постави одржава концертну промоцију албума на истом месту где је албум и снимљен годину дана раније.
Почетком 2011. Аеродром улази у студио и почиње рад на осмом студијском албуму ког у пролеће и лето исте године најављују синглови Лоше вољe и Остани, који су попраћени и видео спотовима. У лето 2012. године изашао је још један сингл Дух је нестао. Албум под називом Тактика ноја изашао је 3. децембар 2012. године за издавачку кућу Менарт, а упоредо с њим и нови сингл и видеоспот за песму Довела си ме у ред. На албуму се налази тринаест песама које је у потпуности написао Јурица Пађен. Аранжмане су заједно осмислили сви чланови групе, док су продукцију албума потписали Јурица Пађен, Томислав Шојат, као и Хрвоје Прскало као копродуцент.

## Чланови

### Садашњи чланови
- Јурица Пађен
- Томислав Шојат
- Иван Хавидић
- Дамир Медић

### Бивши чланови
- Ремо Картагине
- Младен Крајник
- Паоло Сфеци
- Златан Живковић
- Бранко Кнежевић
- Зоран Краш
- Ненад Смољановић
- Славко Пинтарић

## Дискографија

### Студијски албуми
- Кад мисли ми врлудају (Југотон, 1979)
- Танго Банго (Југотон, 1981)
- Обичне љубавне пјесме (Југотон, 1982)
- Дукат и прибадаче (Југотон, 1984)
- Тројица у мраку (Југотон, 1986)
- На трави (Кроација рекордс, 2001)
- Rock @ Roll (Кроација рекордс, 2007)
- Тактика ноја (Менарт, 2012)

### Концертни албуми
- Хитови и легенде (Кроација рекордс, 2009)

### Компилације
- Flash Back 1979-1986 (Кроација рекордс, 1996)
- The Ultimate Collection (Кроација рекордс, 2008)

### Синглови
- Кад мисли ми врлудају (Југотон, 1980)
- Добро се забављај / Твоје лице (Југотон, 1981)
- Стави праву ствар (Југотон, 1981)
- Кад је са мном квари све / Странац (Југотон, 1982)
- Фратело / 24 сата дневно (Југотон, 1984)
- Метар вина / Љубав није књига (Југотон, 1986)
- Загреб, Љубљана и Београд / Поздрав са Бардо Равни (Југотон, 1986)
- А до Сплита пет (самостално издање, 2001)[4]